# Pic de Bure
Pic de Bure – szczyt w Préalpes du Dauphiné, części Alp Zachodnich. Leży w południowo-wschodniej Francji w regionie Prowansja-Alpy-Lazurowe Wybrzeże. Jest to trzeci co do wysokości szczyt masywu Dévoluy i całych Prealp Delfinackich.